# Bioacústica

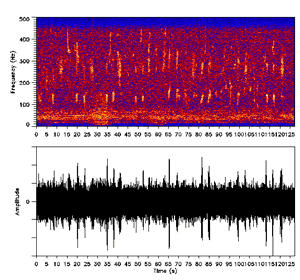
Sonograma (acima) e oscilograma (abaixo) do canto de uma baleia-jubarte.

A bioacústica é uma ciência multi-disciplinar  que combina a biologia e a acústica. Geralmente refere-se à investigação da produção sonora, sua dispersão através de um meio elástico e sua recepção pelos animais, incluindo os humanos. Envolve bases neurofisiológicas e anatômicas  de produção e detecção sonora, e a relação dos sinais acústicos com o meio pelo qual se dispersam. O resultado desses estudos nos dá alguma evidência acerca da evolução dos mecanismos acústicos, e a partir disso, a evolução de animais que os utilizam.
Na acústica subaquática e na ictiologia acústica o termo também é usado para significar o efeito de plantas e animais no som propagado embaixo d'água, geralmente com relação ao uso de tecnologia sonar para a estimação de biomassa